# Lasiurus (djur)
Lasiurus är ett släkte av fladdermöss som ingår i familjen läderlappar (Vespertilionidae).
Det vetenskapliga släktnamnet är sammansatt av de gammalgrekiska orden lasi (fluffig) och urus (svans).

## Utseende
Arterna blir 50 till 90 mm långa (huvud och bål) och har en 40 till 75 mm lång svans. De väger 6 till 30 g och har 37 till 58 mm långa underarmar. Den tjocka och täta pälsen har en rödaktig grundfärg och hårens spetsar är vit-, gul- eller svartaktiga vad som resulterar i en silver eller mörk skugga på pälsen. Flygmembranen vid svansen är täckt av tjock päls.
Tandformeln är I 1/3 C 1/1 P 1/2 M 3/3. Arterna har korta avrundade öron med en ganska kort tragus som är avrundad på toppen.

## Utbredning och habitat
Dessa fladdermöss förekommer i hela Amerika inklusive västindiska öar och en art finns även på Hawaii. De vistas i olika regioner med träd.

## Ekologi
Individerna vilar vanligen ensam. Honor bildar ibland mindre flockar under fortplantningstiden. Viloplatsen utgörs av ett gömställe i den täta växtligheten, av trädens håligheter och av byggnader. Populationer som lever i kalla regioner flyger ibland till varmare trakter före vintern. Ofta bildas för vandringen större flockar med flera hundra medlemmar. Dessutom observerades individer som höll vinterdvala.
Dessa fladdermöss lämnar viloplatsen tidigt under skymningen och jagar flygande insekter. De fångar sina byten vanligen 6 till 15 meter över marken. Lasiurus borealis plockar dessutom insekter från växtligheten på marken. Hos denna art varar dräktigheten 80 till 90 dagar. Allmänt föds två eller tre ungar och sällan en enda unge eller upp till fem ungar.

## Taxonomi
Arter enligt Catalogue of Life, Wilson & Reeder (2005) samt IUCN:
- Lasiurus atratus, region Guyana.
- Lasiurus blossevillii, västra Nordamerika till norra Argentina.
- Lasiurus borealis, östra Nordamerika.
- Lasiurus castaneus, norra Colombia och södra Panama.
- Lasiurus cinereus, Nord- till Sydamerika samt Hawaii.
- Lasiurus degelidus, Jamaica.
- Lasiurus ebenus, södra Brasilien.
- Lasiurus ega, södra Texas (USA) till norra Argentina.
- Lasiurus egregius, södra Brasilien, Panama och kanske Colombia.
- Lasiurus insularis, Kuba.
- Lasiurus intermedius, södra Nordamerika och Centralamerika.
- Lasiurus minor, Bahamas, Hispaniola och Puerto Rico.
- Lasiurus pfeifferi, Kuba.
- Lasiurus seminolus, sydöstra Nordamerika.
- Lasiurus varius, Chile och delar av Argentina.
- Lasiurus xanthinus, sydvästra Nordamerika.

## Bildgalleri

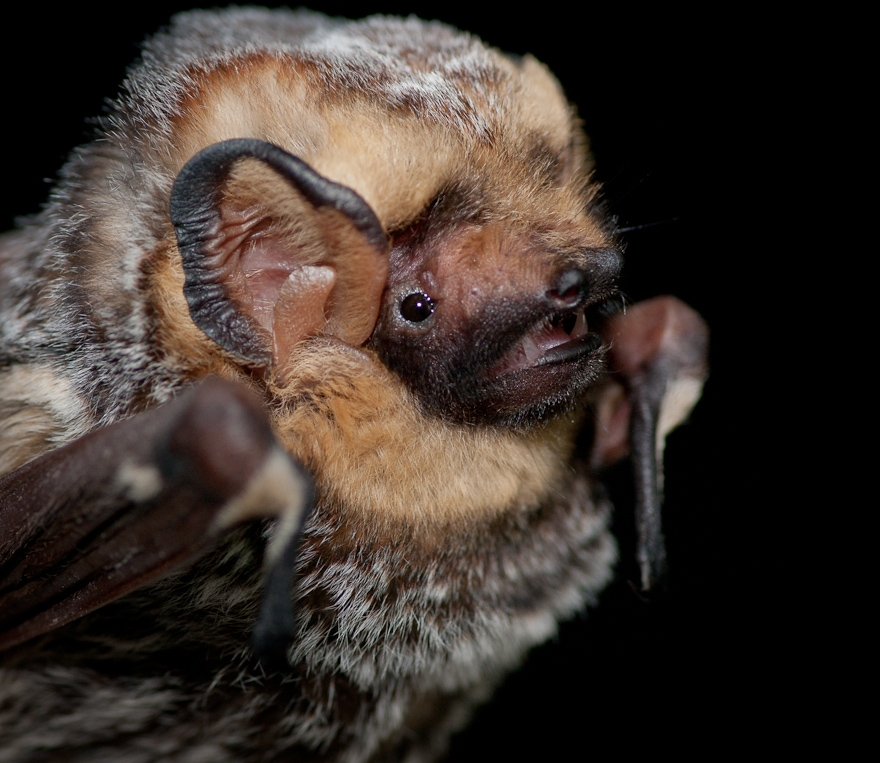
Lasiurus cinereus
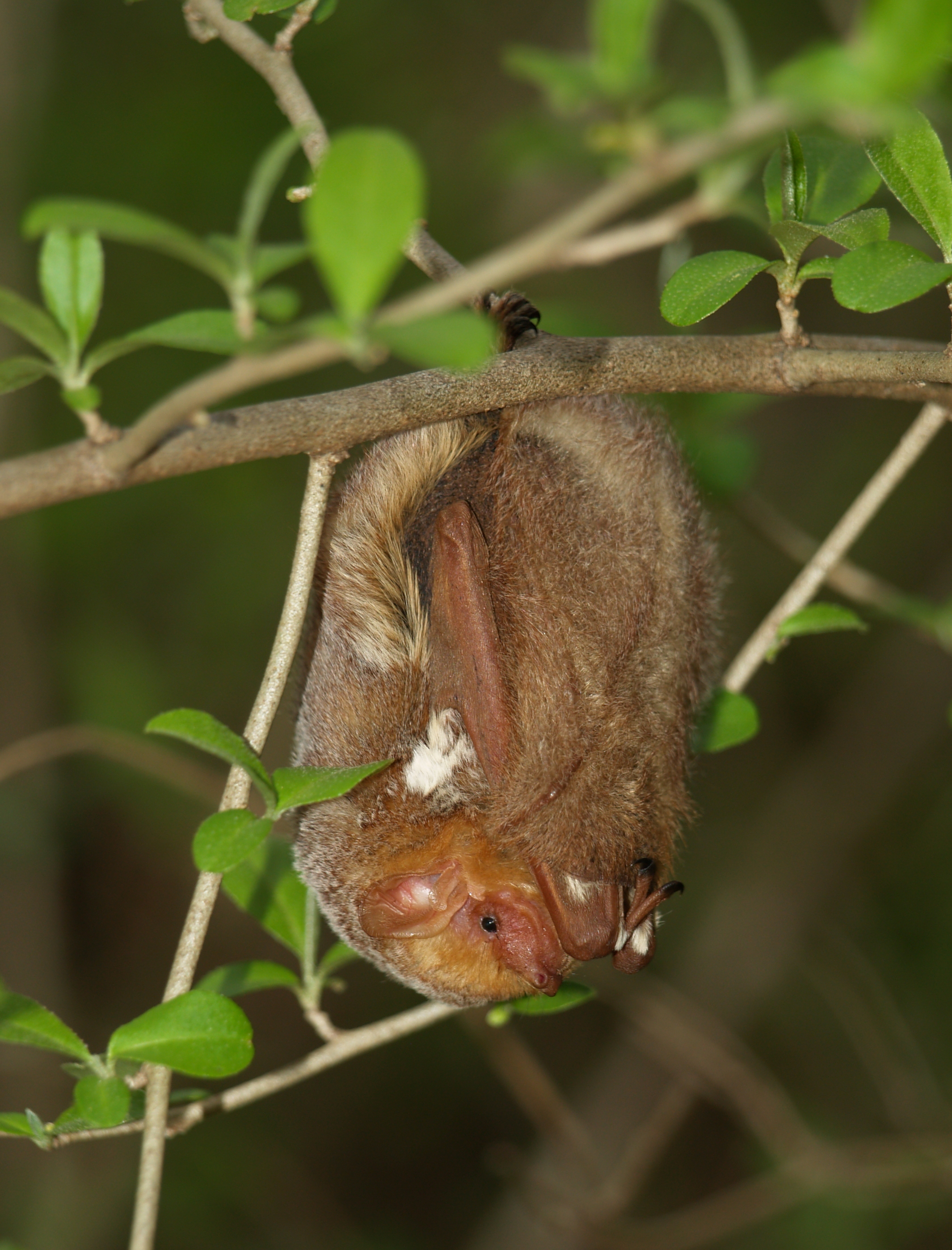
Lasiurus borealis
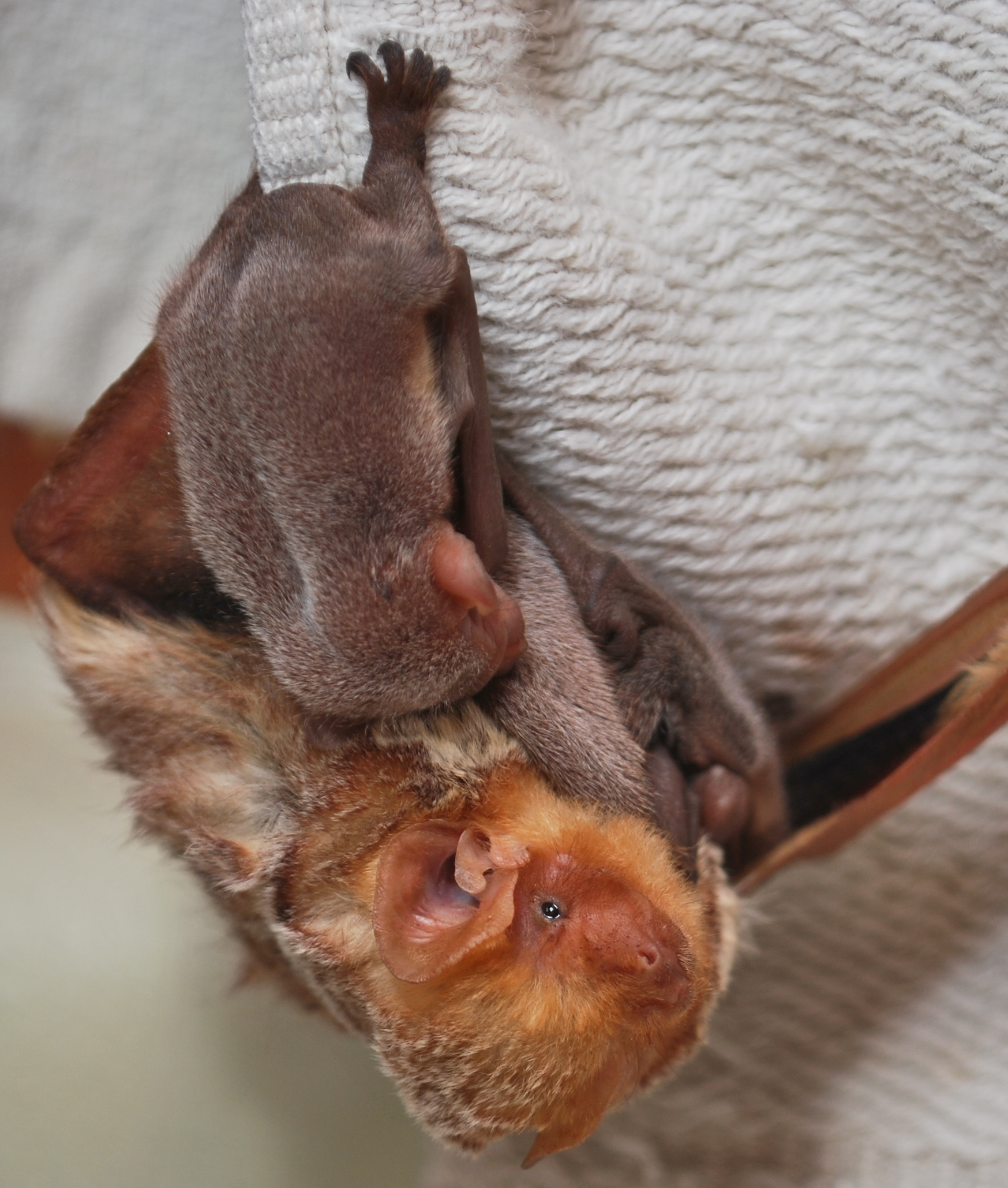
Lasiurus borealis med ungar